# Gianni Sassaroli
Gianni Sassaroli (Monte Roberto, 27 luglio 1946 – Roma, 12 dicembre 1989) è stato un calciatore italiano.

## Carriera
Ha collezionato 4 presenze e 2 reti nel campionato di Serie A 1966-1967 con la maglia della Lazio.

## Palmarès

### Giocatore

#### Competizioni nazionali
- Serie D: 1

Cynthia: 1973-1974

#### Altre competizioni
- Campionato De Martino: 1

Lazio: 1967-1968

### Allenatore

#### Competizioni regionali
- Seconda Categoria: 1

Aprilia: 1987-1988